# 利昂内尔·洛朗
利昂内尔·洛朗（法語：Lionel Laurent，1964年10月10日—），法国男子冬季两项运动员。他曾代表法国参加1992年和1994年冬季奥林匹克运动会冬季两项比赛，获得一枚铜牌。